# Robert Henri
Robert Henri (25 de junio de 1865 - 12 de julio de 1929) fue un pintor, retratista y profesor estadounidense, y uno de los ocho artistas fundadores de la Escuela Ashcan, una corriente artística que tenía como propósito capturar de forma realista las escenas de la vida diaria de los barrios más pobres de Nueva York.

## Biografía

### Primeros años
Robert Henry Cozad, conocido por su seudónimo Robert Henri, nació en la ciudad de Cincinnati, Ohio el 25 de junio de 1865. Hijo de Theresa Gatewood Cozad, originaria de Malden, Virginia, y John Jackson Cozad, un jugador y promotor inmobiliario. Henri tenía un hermano llamado Johnny, y era primo lejano de la famosa pintora impresionista Mary Cassatt. En 1871, su padre fundó la ciudad de Cozaddale en Ohio, y en 1873 la familia se mudó al oeste de Nebraska donde fundaron la ciudad de Cozad.
En octubre de 1882, su padre se vio involucrado en una disputa con un hacendado de nombre Alfred Pearson, el cual reclamaba el derecho de su ganado a pastar en territorios pertenecientes a la familia de Henri. Cuando la disputa se tornó física, Jackson Cozad disparó su pistola contra Pearson causándole una herida mortal. Luego de varias investigaciones su padre fue absuelto de todas las acusaciones y declarado inocente; sin embargo, la gente de la ciudad empezó a rechazarlos. Su padre huyó hacia Denver, Colorado, para evitar cualquier tipo de venganza y poco después el resto de la familia se reencontró en la nueva ubicación. Con el propósito de desvincularse del escándalo, los miembros de la familia cambiaron sus nombres. El padre pasó a llamarse Richard Henry Lee, y sus hijos simularon ser adoptados y tomaron los nombres de Frank Southern y Robert Earl Henri respectivamente. En 1883, la familia se trasladó a la ciudad de Nueva York, luego a Atlantic City, donde Henri realizó sus primeras pinturas.

### Educación
En 1886, ingresó al instituto de arte Pennsylvania Academy of the Fine Arts en Filadelfia, siendo estudiante del afamado pintor Thomas Pollock Anshutz. En 1888, viajó a París para inscribirse en la escuela de arte Académie Julian, donde fue alumno de William-Adolphe Bouguereau, y también durante su estadía en dicha ciudad sería influenciado por el movimiento impresionista. Posteriormente, fue admitido en la École des Beaux-Arts, y durante el periodo que estuvo en Europa, visitó Bretaña e Italia. A finales de 1891, regresó a Filadelfia, y retomó sus estudios bajo la dirección del pintor impresionista Robert Vonnoh. Un año después, Henri se desempeñaría como profesor en la escuela de arte para mujeres Moore College of Art and Design.

## Carrera artística

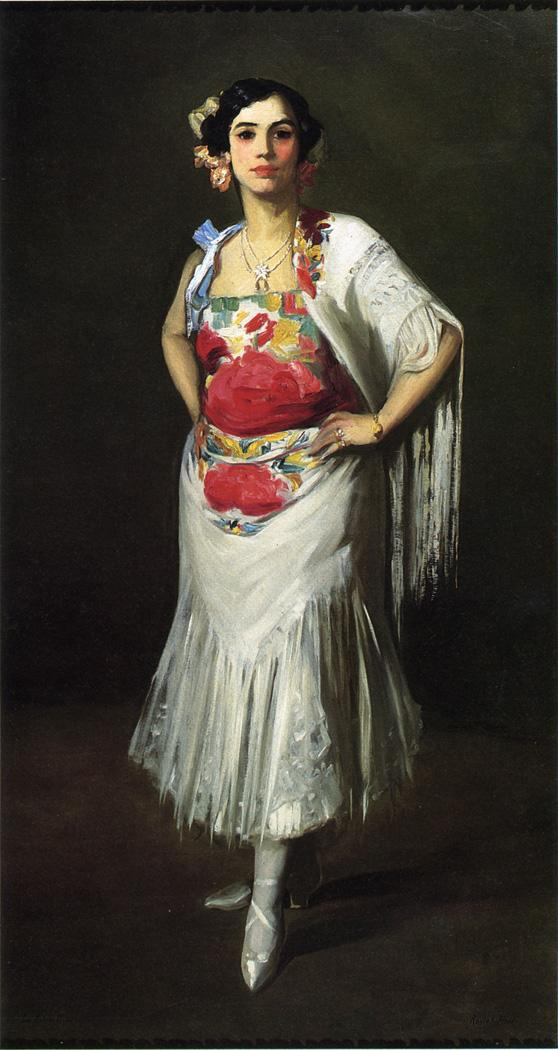
La Reina Mora (1906), óleo sobre lienzo, se exhibe en el Colby College Museum of Art en la ciudad de Waterville, Maine.

### El "Charcoal Club"
En Filadelfia, impulsó a un grupo de artistas para que se reuniesen a discutir en su estudio temas relacionados con el arte y la cultura. Entre los asistentes a sus tertulias estuvieron varios ilustradores del periódico Philadelphia Press, quienes posteriormente pasarían a ser conocidos como los "Philadelphia Four" (en español, "Los cuatro de Filadelfia") y estaban conformados por: William Glackens, George Luks, Everett Shinn, John French Sloan, entre otros. Las reuniones adoptaron el nombre de "Charcoal Club", donde se promovían el dibujo artístico y la lectura sobre filosofía social de los autores Ralph Waldo Emerson, Walt Whitman, Émile Zola y Henry David Thoreau. La primera reunión se llevó a cabo el 15 de marzo de 1893, y los siguientes encuentros se realizaron durante las noches. El nivel de asistencia fue incrementando con el tiempo, e incluso la Academia de arte estadounidense llegó a considerar al "Club" como una posible amenaza debido al descenso repentino de sus miembros. El coste de ingreso para acudir a una de estas sesiones era de dos dólares, en donde se discutían los fundamentos del arte y se practicaban bocetos de todo tipo. Durante las reuniones Henri siempre hacía hincapié en preservar la primera impresión de los objetos retratados y mantenía un registro de todos los eventos que transcurrían en la reunión.

### Evolución de su técnica
Hacia 1895, Henri reconsideró el Impresionismo, y lo denominó un "nuevo academicismo". Durante varios años su vida transcurrió entre las ciudades de París y Filadelfia, y en dicho periodo tuvo la oportunidad de conocer al paisajista canadiense James Wilson Morrice. A través de la amistad con Morrice, Henri comenzó a emplear una técnica de bosquejo rápido conocida como pochade, la cual se realizaba sobre pequeñas superficies de madera que podían ser llevadas a todo lugar cómodamente en el bolsillo de un abrigo junto a un pequeño juego de pinceles y óleos, permitiendo al artista plasmar imágenes en cualquier momento del día. En cierta manera facilitaba las representaciones espontáneas de escenas urbanas, las cuales serían asociadas con la madurez de su estilo. En 1898, contrajo matrimonio con Linda Craige, una de sus alumnas. La pareja de recién casados pasó los siguientes dos años en una prolongada luna de miel en Francia, y durante la cual el gobierno francés compró una de sus pinturas titulada Le Neige (La nieve), con el objetivo de que fuese exhibida en el Musée du Luxembourg.

### Nueva York y "The Eight"

Snow in New York o Nieve en Nueva York (1902). Óleo sobre lienzo expuesto en la Galería Nacional de Arte en Washington D. C..

En 1902 fue contratado como profesor de la escuela de arte New York School of Art, y algunos de sus alumnos fueron: Edward Hopper, Rockwell Kent, Joseph Stella, George Wesley Bellows, Norman Raeben, Louis d. Fancher y Stuart Davis. Tres años después, su esposa Linda falleció a causa de una larga enfermedad. En 1906 fue elegido como miembro de la National Academy of Design, pero cuando algunos de los artistas de su círculo fueron rechazados a participar en la exhibición de 1907 promovida por la Academia, acusó a esta asociación de arbitrariedad y renunció a su puesto de jurado. Es así que decidió organizar su propia exposición, la cual se efectuó en la "Macbeth Gallery" de Nueva York, donde Henri y sus compañeros expusieron su obra, y pasaron a ser denominados como "The Eight" (Los ocho). Entre los miembros de dicho grupo estaban: Robert Henri, Arthur B. Davies (1862-1928), Ernest Lawson (1873-1939), Maurice Prendergast (1859-1924), William Glackens (1870-1938), George Luks (1867-1933), Everett Shinn (1876-1953), y John French Sloan (1871-1951). Los cuatro últimos eran conocidos como los Philadelphia Four y habían seguido a Henri hasta Nueva York. Años más tarde, Henri se referiría a la Academia como «cementerio del arte». Los ocho artistas y la obra expuesta en aquella galería pasó a ser asociada con la Escuela Ashcan, a pesar de que el contenido de la exhibición era diverso y dicho término no fue acuñado hasta 1934. El conflicto había surgido debido a que la Academia de arte promovía la pintura basada en temas tradicionalistas y relacionados con la aristocracia, pero Henri y sus seguidores defendían la temática realista de su obra, que tenía como objetivo principal la representación de la pobreza y el lado oscuro de la ciudad. Además el grupo de los ocho había preferido aplicar la pintura a sus lienzos con pinceladas visibles y espontáneas (impasto), mientras que la institución que regía el arte neoyorquino defendía una pincelada casi imperceptible.
En los últimos meses de 1907, Henri se dedicó a publicar sus ideales sobre el arte en la revista mensual The Craftsman, haciendo énfasis en la libertad de pintar y expresar cualquier cosa, y apoyando la idea de individualismo del artista, que se resumía en promover la originalidad. En 1909 renunció a su trabajo como profesor del instituto New York School of Art, para inaugurar su propia escuela donde promovería sus pensamientos. La escuela de arte se estableció en enero bajo el nombre de Henri School of Art, y estuvo en funcionamiento hasta 1912.

### Exhibición de artistas independientes

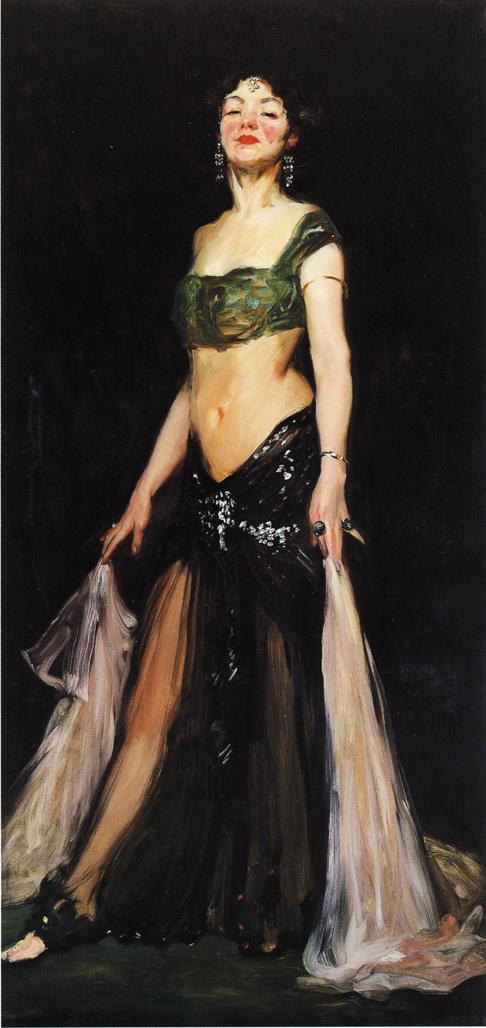
Salome Dancer, (1909), pintura rechazada por el jurado de la National Academy of Design de los Estados Unidos. Finalmente, Henri exhibiría la obra en la exposición de los artistas independientes de 1910.

En mayo de 1908, contrajo matrimonio por segunda vez, con Marjorie Organ, una chica de veintiún años y originaria de Irlanda. En 1910, Henri organizó una exposición titulada Exhibition of Independent Artists, que había sido planteada basándose en el modelo de la Société des Artistes Indépendants de París, Francia, y haciendo énfasis en su lema «Sin jurado ni premios» (en francés, Sans jury ni récompense). Los trabajos en dicha exposición habían sido dispuestos en orden alfabético, un concepto totalmente opuesto a las recomendaciones tradicionales, causando en cierta manera una disonancia de color. Henri expuso dos de sus trabajos que habían sido rechazados anteriormente por el jurado de la Academia, los cuales eran: Lady in Yellow y Salome Dancer. La exhibición se convirtió en la primera de este tipo en los Estados Unidos, y tuvo una alta concurrencia de público. El periodista Guy du Bois del periódico New York Journal American relató su experiencia del evento:

Nueva York ha recibido con los brazos abiertos esta exposición. El show de «Los Independientes», con su cifra récord de asistentes, es trascendental – ha revivido el decadente interés en el arte estadounidense.

### Últimos años
Admiraba a los anarquistas, en especial a Emma Goldman una famosa escritora, activista política y editora de la revista Mother Earth. Goldman posteriormente posó como su modelo para un retrato, y describió a Henri como: «un anarquista en su concepción del arte y su relación con la vida.» Desde 1915 a 1927 fue un popular e influyente profesor de la academia de arte Art Students League of New York. Sus pensamientos e ideas sobre el arte fueron recopilados por una antigua alumna suya llamada Margary Ryerson y publicados en un libro titulado The Art Spirit en el año de 1923. En la primavera de 1929, fue elegido como uno de los tres principales artistas vivos estadounidenses por el Arts Council of New York  (Consejo de Arte de Nueva York). En el verano de ese mismo año fallecería a causa de un cáncer. En 1931 el Museo Metropolitano de Arte realizó una exposición en honor a su memoria.